# بوريس كودجو
أوفواتيي بوريس فريديريك سيسيل تاي—كوجو (بالألمانية: Boris Kodjoe)‏ (ولد في 8 مارس 1973)، معروف باسم بوريس كوجو، هو ممثل نمساويو ألماني ولده ممثل وعارض ازياء مشهور ذهب إلى الولايات المتحدة لكي يعمل في وكالات الأزياء. سوف يشارك بوريس في دور في فيلم الشر المقيم 2012 ريزدنت إيفل: أفتر لايف.

## قائمة أفلام
- Chosen Ones (1999–2006)
- الحب وكرة السلة (2000)
- Brown Sugar (2002)
- Second Time Around TV series (2004)
- Doing Hard Time (2004)
- The Gospel (2005)
- America's Next Top Model, Cycle 4 (2005)
- What Ever She Wants (2006)
- Madea's Family Reunion (2006)
- All About Us (2007)
- Starship Troopers 3: Marauder (2008)
- بدائل (فيلم) (2009)

## وصلات خارجية
الموقع الرسمي *
- ماي سبيس الرسمية
- بوريس كودجو على موقع IMDb (الإنجليزية)
- بوريس كودجو على موقع ألو سيني (الفرنسية)
- بوريس كودجو على موقع أول موفي (الإنجليزية)
- بوريس كودجو على موقع بوكس أوفيس موجو (الإنجليزية)
- بوريس كودجو على موقع قاعدة بيانات برودواي على الإنترنت (الإنجليزية)
- بوريس كودجو على موقع قاعدة بيانات الأفلام السويدية (السويدية)
- بوريس كودجو على موقع إن إن دي بي (الإنجليزية)
- بوريس كودجو على موقع قاعدة بيانات الفيلم (الإنجليزية)
- بوريس كودجو على موقع كينوبويسك (الروسية)